# Ranto Panyang (Krueng Sabee)
Ranto Panyang is een bestuurslaag in het regentschap Aceh Jaya van de provincie Atjeh, Indonesië. Ranto Panyang telt 428 inwoners (volkstelling 2010).